# Machete

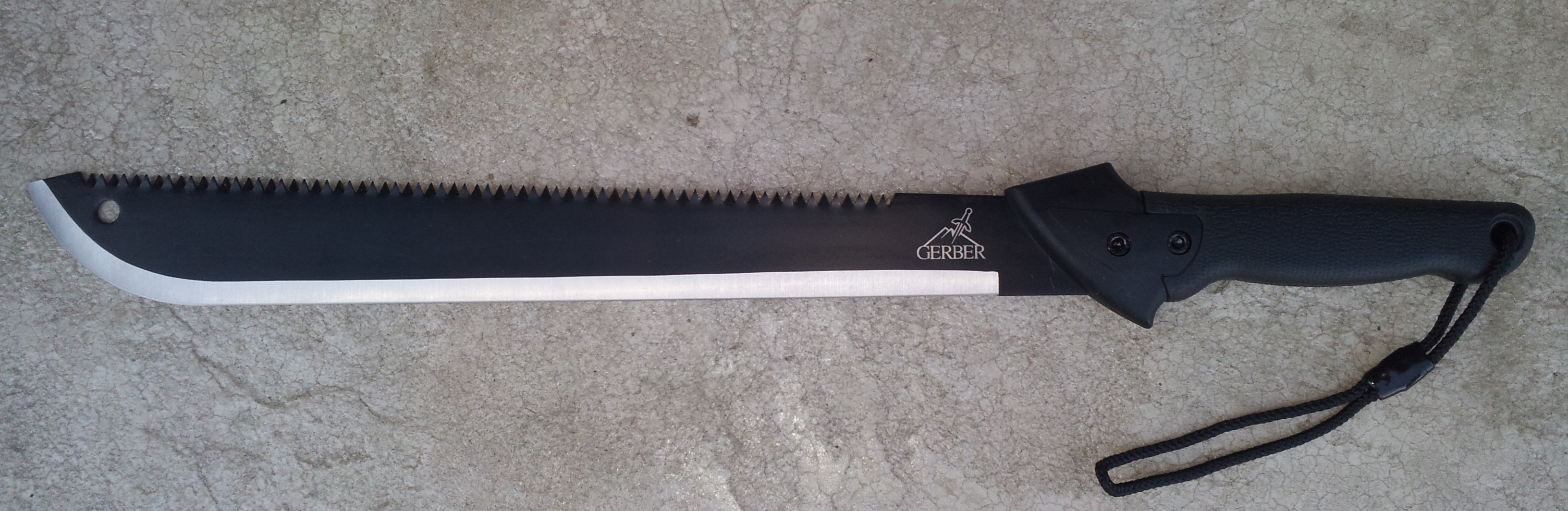
Machete med sågtänder på ryggen.

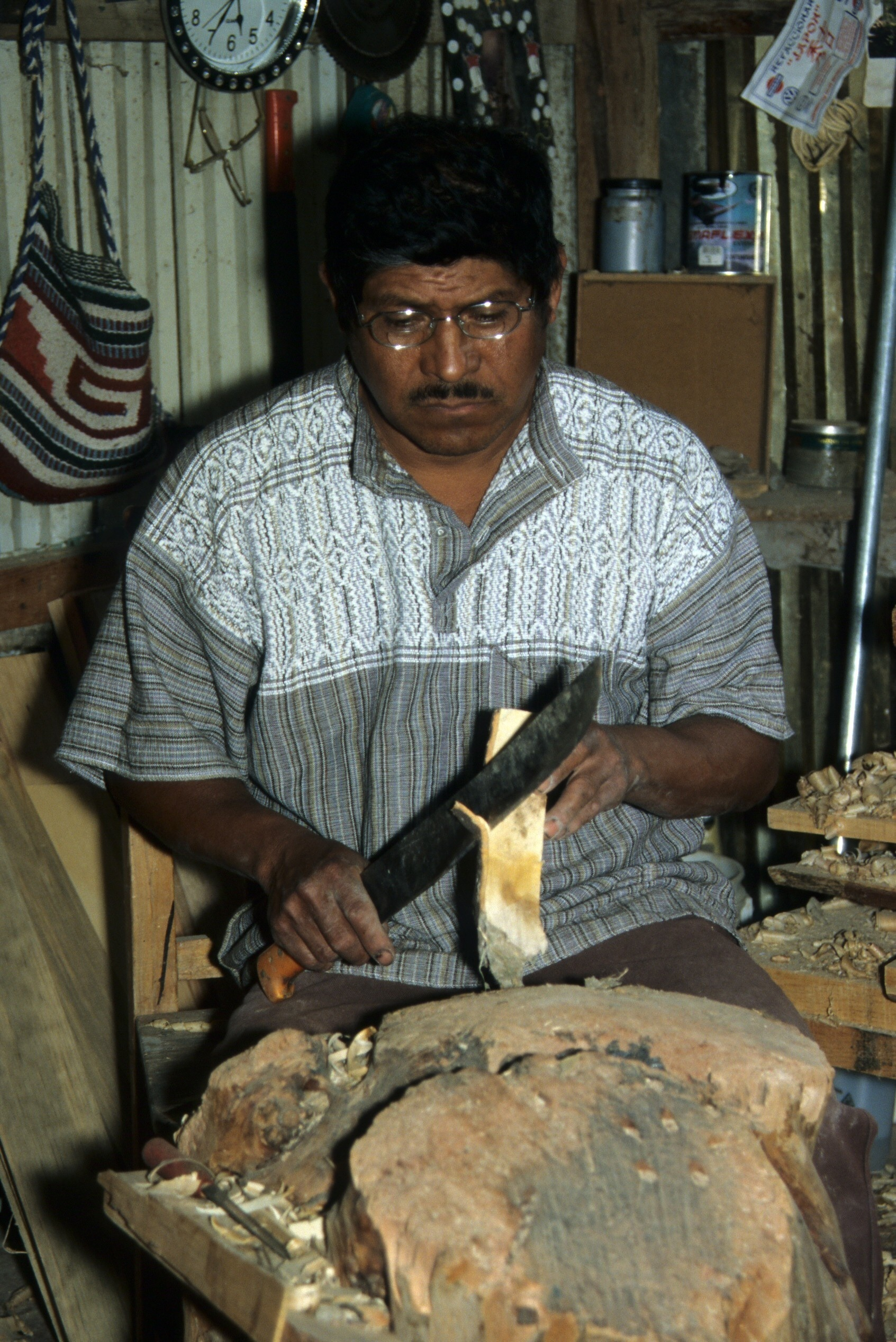
Mexikanare som täljer med machete.

Machete (mɑɕˌeːte(sv); maˈtʃete(es)) är en modern saxkniv (en stor saxslipad brukskniv) med ursprung i spansktalande länder. Macheten används bland annat för att hugga undan växtlighet i skogs- och djungelmiljö samt för dagligt gårdsbruk. Bladet är omkring 50 cm långt.

## Etymologi
Ordet "machete" kommer troligen från det spanska ordet macho (hammare) och är då ett diminutiv. Ordet finns belagt i svenskan åtminstone sedan 1930.

## Historia

### Utveckling
Långa knivar har funnits sedan förhistorisk tid. I Nordeuropa fanns under järnåldern så kallade saxar, eneggade korta svärd avsedda för dagligt bruk. I Grekland användes en föregångare till macheten på 600-talet f.Kr., makhaira(en) (latin: machaira), som köks- och slaktkniv och även till offer. Först på 1700-talet e.Kr. trädde den moderna macheten fram,  ibland liknande den västerländska  militära huggaren från 1700-talet.

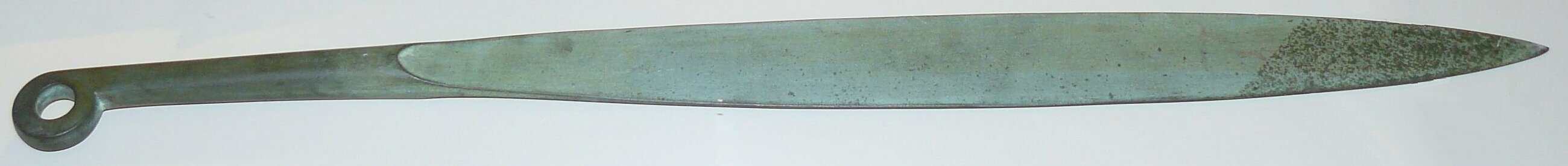
Forngrekisk makhaira(en).
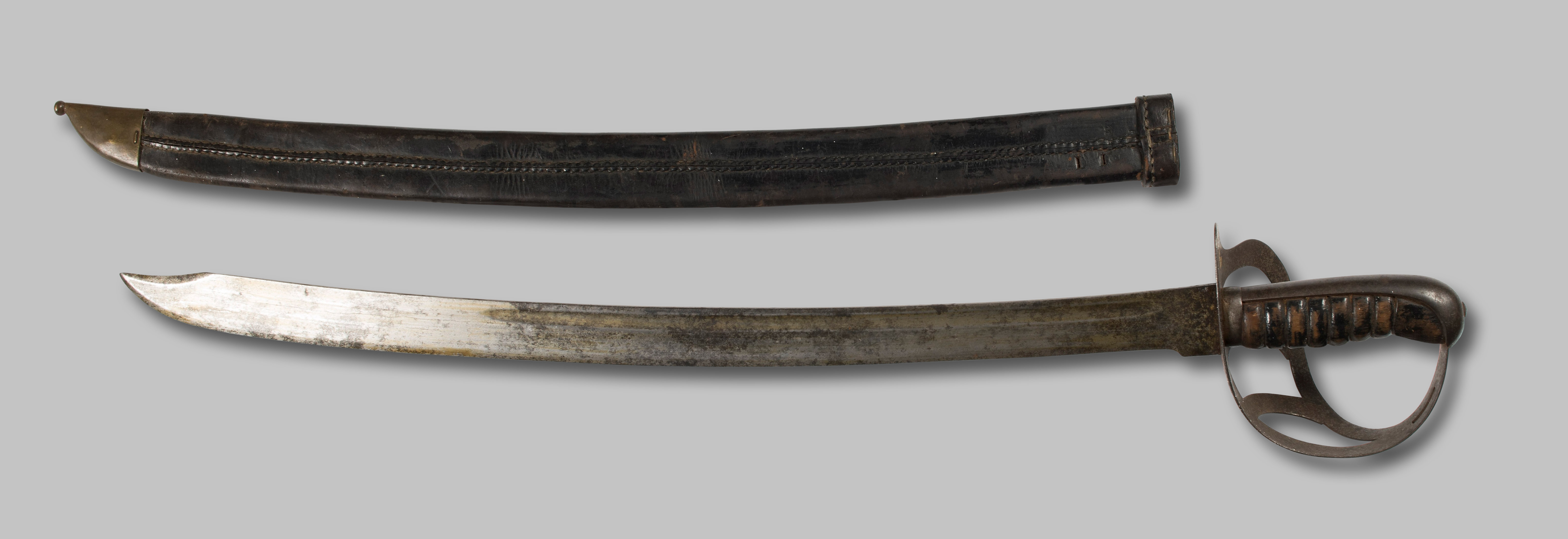
Djungelhuggare för Holländska Ostindiens armé (KNIL) från 1941.
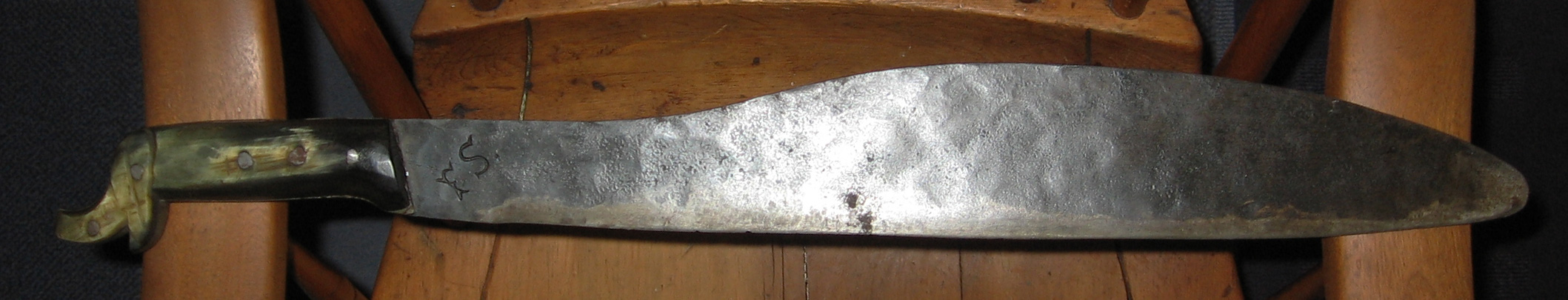
Något annorlunda handsmidd machete från Acapulco, Mexiko, 1970.

Sedan 1950-talet har de flesta fabrikstillverkade macheter en väldigt enkel konstruktion, bestående av ett blad och tånge genom hela skaftet, tillverkat av ett enda platt stålstycke, samt ett enkelt handtag bestående av två trä- eller plastplattor som skruvats eller nitats samman kring tången. Slutligen är bladets ena kortsida slipad ner till spetsen – dock är vissa så enkelt tillverkade att köparen själv får fullfölja slipningen. Med dessa macheter medföljer ofta en enkel axelrem av rep, och en skida av kanvastyg – i vissa områden där dessa verktyg används i stor utsträckning görs även dekorativa läderskidor.

### Som redskap

Angolas flagga uppvisar en machete. Den står framför allt för bondeståndet och jordbruk.

Macheten är ett vanligt jordbruksredskap i många länder. Colombia är idag den främsta tillverkaren och exportören av macheter. Den brukas exempelvis för att skörda sockerrör eller bananer och för att bana väg genom djungelns täta undervegetation.

### Som vapen
Macheten har även brukats som vapen. Machete var det vanligast förekommande vapnet hos Interahamwemilisen under Folkmordet i Rwanda och användes av den Haitiska Tonton Macoutemilisen för att tortera och skrämma dess fiender. Den används också av nutida gerillarörelser i Sydamerika och Afrika. I vissa tropiska länder finns det särskilda ord för att ha blivit träffad av machete. I Trinidad till exempel kallas det planass att bli slagen av bladets bredsida.

## Varianter
- Panga (Swahili) – Östafrikansk variant av verktyget som har ett bredare blad och en kantig spets.
- Bolo – Filippinskt motsvarande verktyg, men med ett tjocknande blad framme vid spetsen för att flytta fram tyngdpunkten, givande verktyget mer effekt i hugg.

Andra liknande verktyg är bland annat parang (Malaysia) och golok (Indonesien), men dessa tenderar att ha kortare och tjockare blad, vilket gör dem mer effektiva på trävegetation. Den historiska huggaren, en typ av svärd, har förekommit med blad liknande de hos macheten.